# 三河县站
三河县站，位于中华人民共和国河北省廊坊市三河市泃阳镇，是京哈铁路上的火车站，建于1975年，由北京铁路局管辖。

## 車站周邊
- 三河县车站铁路派出所

## 歷史
- 建于1975年。

## 外部連結
- 维基共享资源上的相關多媒體資源：三河县站